# Лузгин, Василий Иванович
Василий Иванович Лузгин (25 февраля 1914, Дримовщина Сенненского уезда Могилевской губернии (ныне Чашникский район), Российская империя — 1998, Минск) — советский государственный и партийный деятель, один из организаторов и руководителей комсомольско-молодежного подполья и партизанского движения во времена Великой Отечественной войны на территории Витебской области, министр социального обеспечения БССР (1973—1982).

## Биография
Член ВКП(б) с 1939 года.
С 1937 года на должности секретаря Чашникского районного комитета ЛКСМ Беларуси.
С 1939 года — секретарь Могилевского областного комитета ЛКСМБ, с началом Великой Отечественной войны в Политическом управлении Центрального фронта.
В марте 1942 года избран на должность Первого секретаря Витебского подпольного обкома ЛКСМБ, член Витебского подпольного обкома КПБ.
В 1944—1946 годах — секретарь ЦК ЛКСМ Беларуси, с 1949 на партийной работе — инспектор ЦК КПБ, второй секретарь Пинского обкома КПБ, первый секретарь Дрогичинского райкома КПБ.
В 1959 году был назначен заместителем, а в 1973—1982 годах — министром социального обеспечения Белорусской ССР.
Кандидат в члены ЦК КПБ (1952—1954), член ЦК КПБ (1954—1960). Депутат Верховного Совета БССР (1955—1963, (1975—1985).

## Произведения
В соавторстве с Я. А. Жиляниным и И. Б. Позняковым написал книгу «Без линии фронта», изданную в 1975 году.